# Gerber-Las Flores
Gerber-Las Flores é uma Região censo-designada localizada no estado americano da Califórnia, no Condado de Tehama.

## Demografia
Segundo o censo americano de 2000, a sua população era de 1389 habitantes.

## Geografia
De acordo com o United States Census Bureau tem uma área de 3,3 km², dos quais 3,3 km² cobertos por terra e 0,0 km² cobertos por água.

## Localidades na vizinhança
O diagrama seguinte representa as localidades num raio de 40 km ao redor de Gerber-Las Flores.